# Noe: Wybrany przez Boga
Noe: Wybrany przez Boga (ang.: Noah) – amerykański dramat przygodowy z 2014 roku w reżyserii Darrena Aronofsky’ego. Adaptacja komiksu Darrena Aronofsky’ego i Ariego Handela Noe: Za niegodziwość ludzi, bazującego na biblijnej historii arki Noego – krytykowana za znaczne odstępstwa od historii biblijnej.

## Obsada
| Rola                       | Aktor             | Polski dubbing   |
| -------------------------- | ----------------- | ---------------- |
| Noe                        | Russell Crowe     | Tomasz Borkowski |
| Ila, przybrana córka Noego | Emma Watson       | Joanna Kudelska  |
| Naameh                     | Jennifer Connelly | Anna Gajewska    |
| Matuzalem                  | Anthony Hopkins   | Marek Frąckowiak |
| Cham                       | Logan Lerman      | Mateusz Narloch  |
| Sem                        | Douglas Booth     | Józef Pawłowski  |